# Княжичі (Броварський район)
Кня́жичі — село у Броварському районі Київської області. Населення села налічує 4476 жителів. Входить до складу Броварської міської громади. Загальна площа землі в адміністративних межах Княжицького старостинського округу — 3669,3 га.

## Географія
Село розташоване на південному заході Броварського району. З заходу село має спільну межу з містом Києвом.

## Походження назви
Згідно з легендою, ще в княжі часи, тут мав свій палац Соловей Розбійник. Перші літописні згадки про Бронь-Княжу відносяться до 1125—1147 рр. Польська королівська грамота згадує про Княжичі як поселення монахів у 1489 році. Здавна через село при переправі через річку Дарниця проходив древній торговий Залозний шлях. У середні віки княжицькі землі належать родині Албеєвичів-Солтанів. На початку XIX століття село стає центром Княжицької волості[джерело?].
Відомий історик-краєзнавець Дмитро Гамалій датує першу згадку про село 1414 року, коли ним володів боярин Брянський. (Архів Південно-Західної Росії. — К. 1907 рік.)[джерело?]
Уперше назва Княжичі згадується в грамоті польського короля Казимира до київського воєводи Юрія Паца від 7 липня 1489 року: «Писали до нас старцы Святого Николы Пустынского и были нам челом, абы им дали сельцо за две мили от Киева за Днепром, на имя Княжичи, а поведали нам, што, тое сельцо пусто еще за великого князя Витовта, а к тому сельцу неш ничего. Только одно озерцо…»[джерело?]

## Історія
Відомий краєзнавець Дмитро Гамалій подає відомості про заселення броварських земель у 1581 році: в Зазим'ї мешкало чотири сім'ї та два загородники, які мали лише тимчасові городи, у Погребах проживало 10 родин і 10 загородників, у Княжичах — четверо осілих людей[джерело?].
За Гетьманщини Княжичі входили до складу Бориспільської сотні Київського полку[джерело?].
За описом Київського намісництва 1781 року в Княжичах було 60 хат. За описом 1787 року в селі проживало 241 «казених людей».
У Княжичах була церква Преображення Господнього, дата побудови якої невідома. У 1885 році до церкви була добудована дзвіниця, про що мається опис та креслення в Чернігівському обласному державному архіві[джерело?].

### XIX століття
Зі скасуванням Київського намісництва, Княжичі, на початку XIX ст. перейшли  з Київського до складу Остерського повіту Чернігівської губернії[джерело?].
Після реформи 1862 року монастирська і державні землі були передані общині. Останній переділ землі проводився в 1890 році. В цей час у користуванні селян було 3100 десятин землі. Освоєння нових земель йшло шляхом розчищення лісу[джерело?].

### XX ст

Михайл (1884—1943) і Євдокія (1895—1956) Гончаренко з донькою Марією, Княжичі, 1913 р.

На початку XX ст. розвиток села продовжувався, кількість населення зростала. Для розширення оброблюваних земель було прийнято рішення вирубати ділянку лісу поблизу. За дорученням громади за цю справу взявся житель села, казенний селянин Василь Степанович Гончаренко, який для цієї справи побудував лісопилку і налагодив виготовлення лісопильних матеріалів. За матеріалами приїздили навіть люди з інших повітів і губерній, зокрема Полтавської. Підзаробивши грошей на цій справі Василь Степанович у 1905 році у Столипінську реформу купив землі і побудував хату. Однак у 1918 році був закатований заїжджим повстанським загоном, імовірно щорсівцями. Його хата була конфіскована у його нащадків на початку 1930-х, у процесі усуспільнення майна заможних селян («розкуркулення»). Вона збереглася й досі, і зараз у ній є сільська пошта і відділення банку[джерело?].
У 1914 році чимало жителів села були призвані на військову службу, воювали на фронтах Першої світової війни[джерело?].
У січні 1930 року в Княжичах було створено колгосп, до якого ввійшло 1256 селян, що становило 605 господарств. Повна колективізація, яка здійснювалася примусовими методами, завершилася до весни 1932 року. Заможне та середнє селянство чинило опір колективізації. В 1931—1932 роках у колгоспі було отруєно 328 голів коней із 805. 1932 року близько 60 господарств заможних селян були передані колгоспу, а їх власники вислані на Урал[джерело?].
У 1933 році в селі настав Голодомор. За спогадами очевидців тих подій, у «Княжичах не залишилось жодної собаки, кота чи голуба. На території колгоспу була організована їдальня для працівників колективного господарства. Хто виробляв денну норму, одержував пайок — суп або гречаники з гречаної полови. Діти зі школи ходили на роботу в колгосп теж — перебирали картоплю. Померлих від голоду складали на воза й вивозили на цвинтар, де складали в загальну могилу, прикидали листям і потім закопували.»[джерело?]
У боротьбі з німецькими військами на фронті й у партизанських загонах під час окупації загинуло 264 княжичан[джерело?].
Під час вигнання з села німців у вересні 1943 року воно двічі переходило з рук у руки[джерело?]. У цих боях була тяжко поранена механік-водій танку Т-34 сержант Марія Лагунова[джерело?].
20 травня 1962 року в Княжичах відкрилася звичайна середня школа на три поверхи, розрахована на 520 учнівських місць[джерело?].

## Населення

### Мова
Розподіл населення за рідною мовою за даними перепису 2001 року:
| Мова            | Кількість | Відсоток |
| --------------- | --------- | -------- |
| українська      | 5105      | 98.04%   |
| російська       | 87        | 1.67%    |
| білоруська      | 4         | 0.08%    |
| румунська       | 1         | 0.02%    |
| інші/не вказали | 10        | 0.19%    |
| Усього          | 5207      | 100%     |

## Відомі постаті
Видатні люди, які народилися, жили або працювали у селі Княжичі:
- Любомир (Гузар) (1933—2017) — предстоятель Української греко-католицької церкви[3].
- Микола Залозний (1925—1982) — радянський художник;
- Іван Тетянич (1939—2007) — український радянський вчений, науковець і громадський діяч, автор книжок і викладач і винахідник у галузі сільськогосподарських наук.
- Феодосій Тетянич (1942—2007) — український художник-монументаліст.
- Фьодорова Аліна Янівна (1989) — українська семиборка, призерка чемпіонатів світу. Майстер спорту України міжнародного класу.
- Іван Шевченко (1935—2002) — український дипломат.

## Галерея

Меморіал загиблим у німецько-радянській війні
Пам'ятна дошка Марії Лагуновій
Пам'ятна дошка Миколі Новосьолову